# Mimma Greco
Gerolama “Mimma” Greco (17 dicembre 1953) è un'ex calciatrice italiana di ruolo centrocampista.
Ha giocato in Serie A con Cagliari, Bologna, Catania e Lecce.
Veste anche la maglia della Nazionale italiana.

## Palmarès
- Campionato italiano: 1

Jolly Catania: 1978